# Áreas protegidas de Camboya

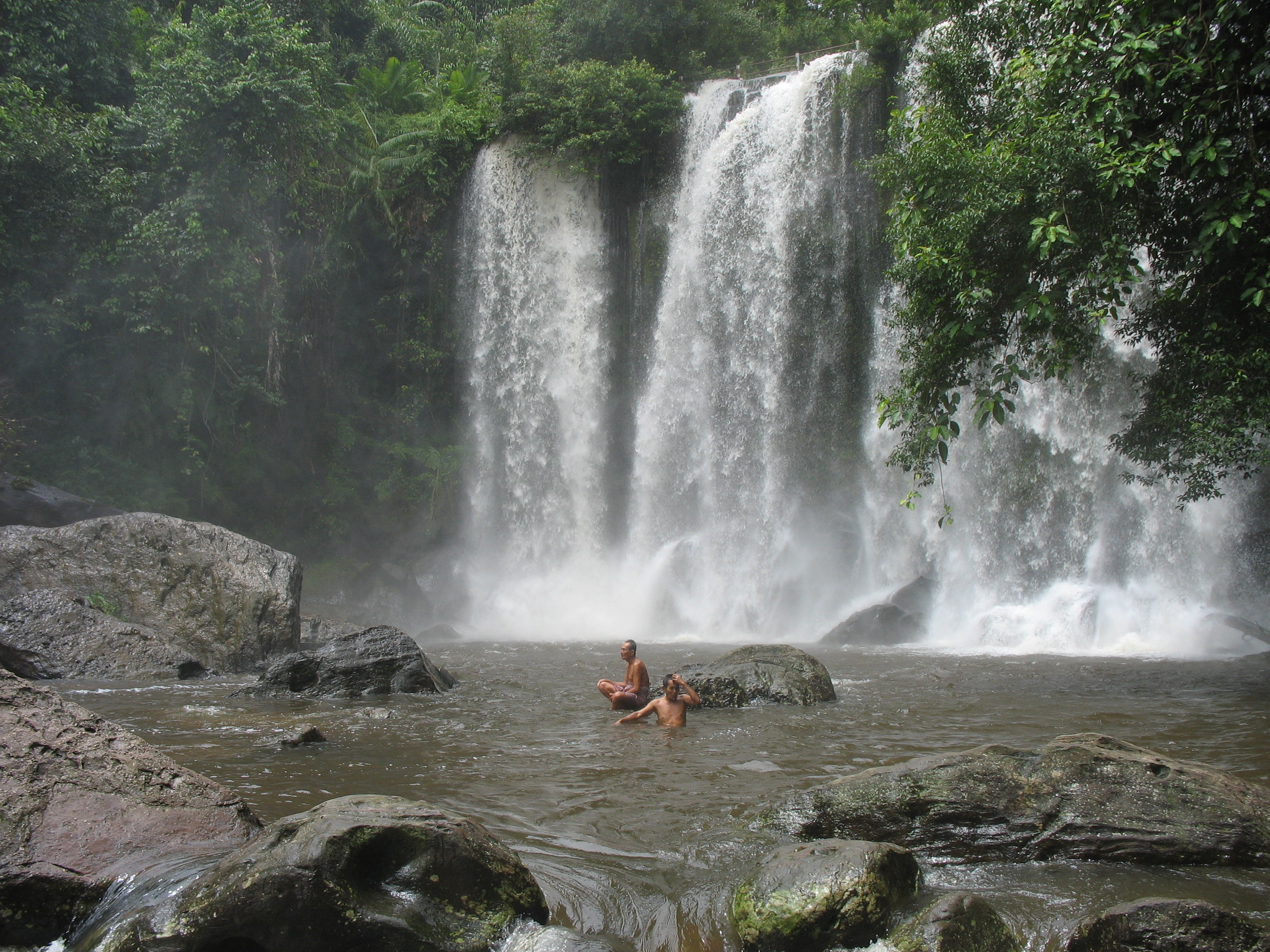
Parque nacional Phnom Kulen

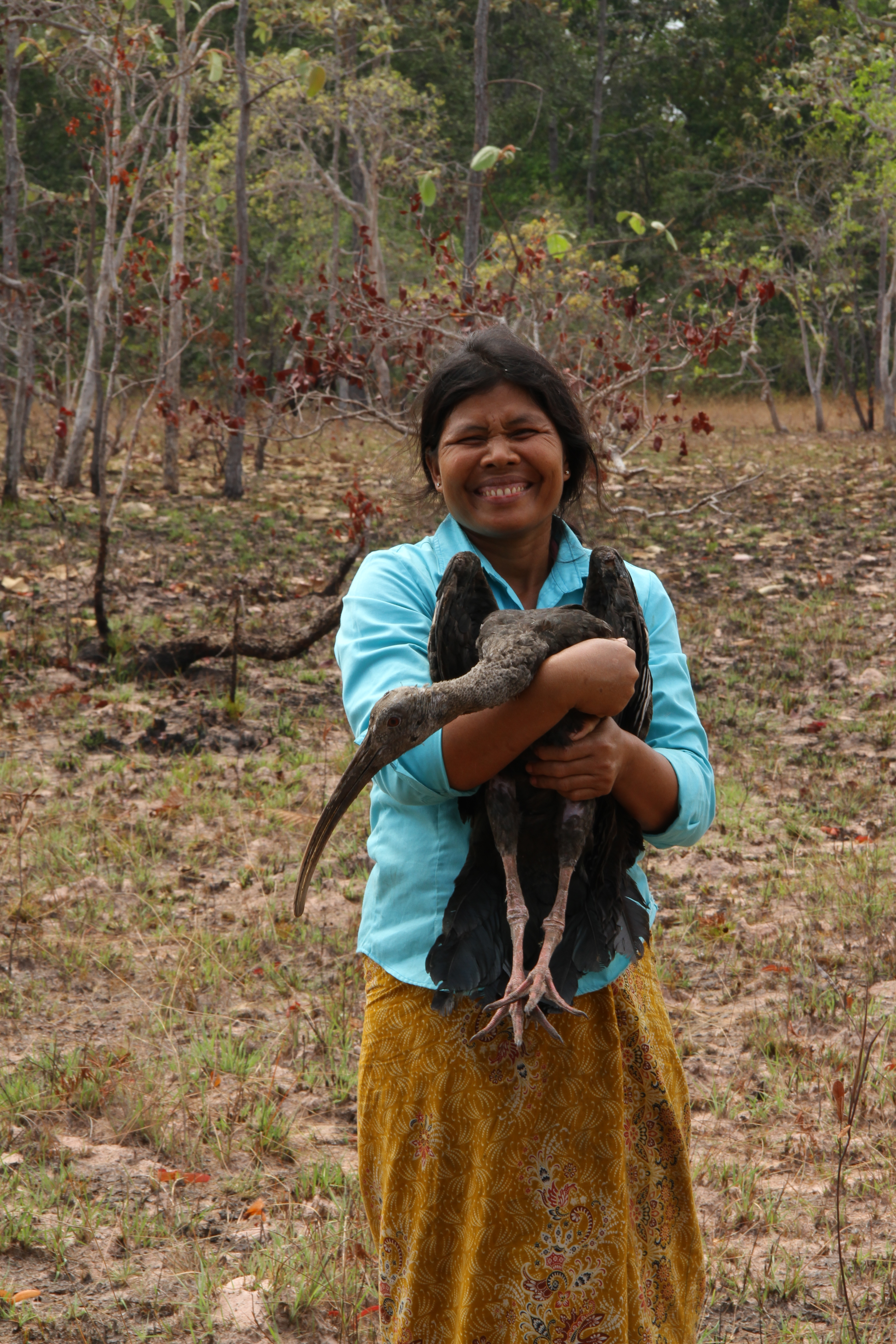
Ibis gigante en brazos de una cuidadora, especie en peligro de la que solo quedan unos 50 ejemplares.

En Camboya hay 45 áreas protegidas que cubren un total de 47.503 km², el 26 por ciento del total del país. unos 182.500 km², además de 89 km² de áreas marinas, del total de 47.967 km² que pertenecen al país. De este conjunto, 7 son parques nacionales, 4 son paisajes protegidos, 3 son áreas de usos múltiples con sus 3 núcleos, 13 son santuarios de la naturaleza y 10 son bosques protegidos. Además, 1 es reserva de la biosfera de la Unesco y 4 son sitios Ramsar.

## Parques nacionales
- Parque nacional de Botum Sakor
- Parque nacional de Kep
- Parque nacional de Kirirom
- Parque nacional Phnom Kulen
- Parque nacional de Preah Monivong
- Parque nacional de Ream
- Parque nacional Virachey

## Sitios Ramsar
En Camboya, los sitios Ramsar ocupan una superficie de 75.942 ha. Dos de ellos están asociados con el gran lago de Tonle Sap, que depende de la época de lluvias. Uno está formado por islas en la costa del Golfo de Tailandia, y el otro se encuentra en los rápidos del río Mekong, cerca de Laos.
- Prek Toal, 21.342 ha, 13°09′N 103°38′E. Llanuras de inundación en la Reserva de la Biosfera de Tonle Sap, en el extremo noroccidental aguas arriba del lago de Sap. Bosques pantanosos de agua dulce que se inundan en época de lluvias, en verano. Aves acuáticas y otras especies como el galápago batagur galápago batagur, el cocodrilo de Siam, el barbo gigante y el siluro gigante del Mekong. Entre las aves, el marabú argala y el avesol asiático.[2]

- Boeng Chhmar y sistema fluvial asociado y llanura de inundación, 28.000 ha, 12°49'N 104°17'. Llanuras de inundación en la Reserva de la Biosfera de Tonle Sap, al este del lago de Sap. Bosque inundable que en época de lluvias forma parte del lago. Igual que el sitio anterior. Entre los peces, el pez gato del Mekong y el Catlocarpio siamensis, un ciprínido que puede alcanzar 3 m de largo y 300 kg de peso.[3]

- Koh Kapik e islas asociadas, 12.000 ha, 11°28′N 103°04′E. grupo de islas en la provincia sudoccidental de Koh Kong. La influencia de dos ríos crea estuarios, playas de arena y lagunas, con manglares que forma parte de la ecorregión manglares de Indochina.[4] Animales como el ibis gigante (solo quedan unos cincuenta en el mundo), el pangolín malayo y el langur o lutung de Indochina.[5]

- Estrechos del río Mekong de Stoeng Treng, 14.600 ha, 13°44′N 106°00′E. 40 km de rápidos en el norte de Camboya con aguas turbulentas y numerosos canales entre rocas e islotes que quedan cubiertos por el agua durante las lluvias, pero desnudos en época seca. Donde el río Se Kong se une al río Mekong, a 4 km de la frontera con Laos y a 5 km del pueblo de Stoeng Treng. Refugio del ibis de Davison (solo quedan 250 ejemplares). También se encuentra el pez gato del Mekong y el delfín del río Irawadi.[6]

## Áreas de importancia para las aves

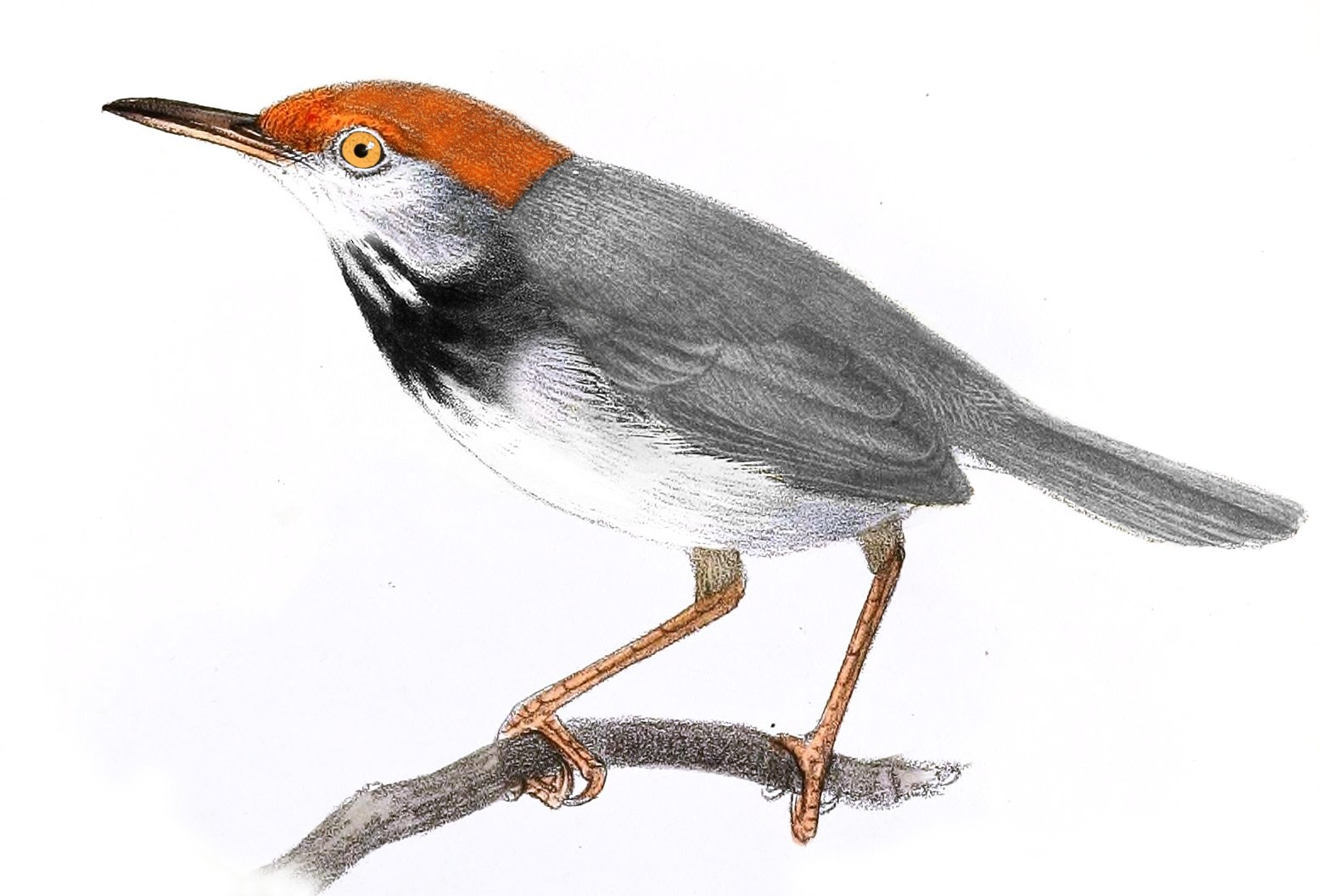
Sastrecillo camboyano

BirdLife International tiene catalogadas 40 IBAs (Áreas importantes para las aves y la biodiversidad). En total ocupan 44.170 km². Agrupan 512 especies de aves, de las que 28 están en peligro y 2 son endémicas. Además hay 4 EBAs, áreas de aves endémicas.
Las dos especies endémicas son el sastrecillo camboyano, descubierto durante los controles de gripe aviar en 2009, y el charlatán de Camboya.

## Otras áreas protegidas de Camboya
- Santuario de la naturaleza del monte Aural (Phnom Aural Wildlife Sanctuary), en torno al pico más alto de los montes Cardamomo, al sudoeste de Camboya.[8] Con precipitaciones entre 3800 y 5000 mm es la zona más lluviosa del país. Posee una importante pluvisilva que forma la ecorregión particular del bosque lluvioso del monte Cardamomo.[9] Está separada de otras ecorregiones por la meseta de Khorat y se da también en la isla de Phú Quốc, en Vietnam. Por encima de 700 m se da la conífera Dacrydium elatum, el pino Pinus latteri y la rara Hopea pierrei.[10][11]

- Ang Trapaing Thmor
- Santuario de la naturaleza de Beng Per
- Santuario de la naturaleza de Boeng Tonle Chhmar
- Montañas centrales de Cardamomo
- Santuario de la naturaleza del monte Samkos
- Dong Peng
- Santuario de la naturaleza de Kulen Promtep
- Bosque protegido de Mondulkiri
- Santuario de la naturaleza de Peam Krasop
- Santuario de la naturaleza del monte Nam Lyr
- Santuario de la naturaleza del monte Prich
- Santuario de la naturaleza del monte Samkos
- Bosque protegido de Preah Vihear
- Prek Toal
- Reserva de la Biosfera de Tonlé Sap
- Reserva forestal de Prey Lang
- Área de usos múltiples de Samlau
- Bosque protegido de Siem Pang
- Santuario de la naturaleza de Snoul
- Santuario de la naturaleza de Stung Sen
- Santuario de la naturaleza de Tatai